# Dimitri Payet
Dimitri Payet (Saint-Pierre, Reunión, Francia, 29 de marzo de 1987) es un futbolista francés que juega de centrocampista en el Club de Regatas Vasco da Gama del Campeonato Brasileño de Serie A.

## Trayectoria

### Inicios
Payet nació en Saint-Pierre en la Isla Reunión en el Océano Índico, e inició su carrera en el club local de AS Saint-Philippe. Mientras estaba en las inferiores del club, sus entrenadores lo describían como "un niño que se destacó entre sus compañeros" y después de tres años de entrenamientos se trasladó a uno de los mejores equipos de la isla, JS Saint-Pierroise, donde también jugaban Florent Sinama-Pongolle y Guillaume Hoarau. Tras solo un año en Saint-Pierroise, Payet fue fichado por el Le Havre en Francia.
Mientras estaba en el club, Dimitri soportó cuatro fuertes años. Se le era acusado de difícil personalidad y falta de motivación. Las acusaciones propiciaron su salida en 2003 y retornó a Reunión para fichar con el AS Excelsior. Estuvo un año y medio disputando la Primera División de las Islas Reunión antes de ser fichado en enero de 2005 por el F. C. Nantes, quienes buscaron al jugador para darle otra oportunidad de probarse en el continente.

### F. C. Nantes
Después de su llegada al Nantes, Payet fue introducido en el equipo de reserva que jugaba el Championnat de France Amateurs, la cuarta división de Francia. En la temporada 2005-2006, Dimitri rápidamente se estableció como uno de los mejores jugadores en la reserva. Impresionó al equipo anotando seis goles en 22 partidos y fue descrito por el entrenador como "un talentoso jugador a pesar de su natural indiferencia". Su influencia en el juego resultó para ser llamado al primer equipo en diciembre de 2005 por el entrenador Serge Le Dizet. Payet hizo su debut profesional el 19 de diciembre en la Ligue 1 en el empate sin goles ante F. C. Girondins de Bordeaux apareciendo como substituto. Después de las vacaciones de invierno, Payet se mantuvo con el equipo mayor y anotó su primer gol profesional en el 4-1 ante el F. C. Metz. El mediocampista anotó en no más de dos minutos de haber entrado al terreno de juego. Después de aparecer contra el Toulouse F. C. el 4 de febrero, Payet disputó el resto de los encuentros con la reserva.
Después de la temporada 2006-2007, Payet fichó un contrato profesional por tres años con Nantes. Fue oficialmente promovido al primer equipo y le asignaron el número 31. Tras aparecer los dos primeros partidos como sustituto. Payet hizo su debut como titular el 9 de septiembre de 2006 en un partido de liga ante el Lille OSC. En el juego anotó el gol del empate a uno. Dos semanas más tarde, fue titular contra el Olympique de Marsella y anotó el gol inicial de la victoria 2-1. Seguidamente, Payet siguió disputando los partidos como titular, sin embargo solo anotó otro gol, que fue el empate a uno ante el CS Sedan. Un punto oscuro durante la campaña fue una roja directa en le vergonzosa derrota de 5-2 contra Valenciennes. A pesar de la exitosa temporada de Payet, Nantes finalizó en la penúltima plaza y descendió, tras 44 años, a la Ligue 2.

### A. S. Saint-Étienne
Tras la relegación del Nantes, el deseo de Payet era mantenerse en la primera división y esperar a una propuesta de transferencia. El jugador fue vinculado con el Sochaux y el AS Saint-Étienne. Dimitri decidió fichar con 'Los verdes', declarando que el movimiento era respuesta lógica, ya que Saint-Étienne "puede ofrecerle la oportunidad de jugar, que es una prioridad". Finalmente el equipo verde fichó a Dimitri Payet por cuatro millones de euros con un contrato de cuatro años.
En su primera temporada en Saint-Étienne, Payet tuvo problemas en afirmarse en el equipo. Hizo su debut el 4 de agosto de 2007 contra el A. S. Monaco. A pesar de ser titular la mayor parte de la campaña, Payet no anotó ni asistió. Contrario a su fortuna, la temporada de Les Verts fue buena alcanzando la quinta posición que los calificaba a la Copa UEFA. En la temporada 2008-09, Payet retoma la forma que propició su fichaje. Antes del inicio de la temporada, le dieron el honor de capitanear a su club en un amistoso ante la Selección de fútbol de Reunión, en la vuelta del jugador a su isla natal. Payet disputó 30 partidos ligueros, anotó cuatro goles y dio seis asistencias. Su primer gol con el club fue el 29 de septiembre de 2008 en Burdeos.
Payet participó por primera vez en una competición europea en la edición 2008-09 de la Copa UEFA. Hizo su debut en la competición el 18 de septiembre en la primera ronda ante el Hapoel Tel Aviv. En este encuentro anotó el gol que abrió la victoria 2-1. En la fase de grupos le anotó al F. C. Copenhague, y en dieciseisavos de final fue determinante en la eliminatoria ante el Olympiacos. En octavos de final serían eliminados por el Werder Bremen. Debido al enfoque en las cuatro compteciones, Saint-Étienne finalizó a un puesto del descenso. El 22 de julio de 2009 Payet firmó un contrato de dos años de extensión que lo mantenía en el club hasta 2013.
En la temporada 2009-10, Payet mantuvo su consistencia apareciendo en 35 partidos de liga anotando dos goles y dando seis asistencias. También tuvo una buena actuación en la Copa de Francia, donde anotó un doblete ante FC Lorient y el gol ganador ante el Vannes OC. El 18 de mayo de 2010 fue envuelto en un altercado físico con su compañero y capitán del equipo Blaise Matuidi durante la derrota 1-0 de su equipo ante el Toulouse. En medio de la primera parte, Payet recibió críticas por parte de su compañero Yohan Benalouane por demostrar falta de actitud. Entonces, fue confrontado por Matuidi quien hizo eco de lo que pensaba Benaloune. Repentinamente, fueron cara a cara dándole Dimitri un puñetazo a Matuidi antes de que fueran separados por el árbitro y sus compañeros. Como resultado del incidente, Payet fue sustituido 31 minutos después y sancionado por el presidente del club. Poco después, Payet pidió disculpas por el incidente. El 6 de octubre de 2010 ambos jugadores fueron llamados a la selección de fútbol de Francia y aprovechando el momento, Payet describió el incidente como "un argumento que no tenía lugar" y que "el problema fue explicado y que los dos estaban en nuevo terreno". Matuidi describió el altercado como "falta de madurez" de ambas partes.
Después del verano, Payet puso el pasado detrás y abrió la temporada 2010-11 anotando siete goles en los primeros dos meses de campaña. Entre ellos destaca su primer triplete en el 3-1 ante el RC Lens, el doblete ante el Montpellier HSC y el famoso gol de tiro libre ante el Lyon, el Derby du Rhône, el 25 de septiembre. El tiro libre fue descrito por la prensa local como "soberbio e intocable", además de que fue el único gol del partido y los colocaba en el primer puesto de la tabla. Por sus actuaciones, Payet fue galardonado con el premio UNFP al Jugador del Mes de septiembre. Por su rendimiento captó la atención de clubes ingleses tales como el Chelsea F.C. y Liverpool F.C.. Asimismo, fue vinculado en enero de 2011 con el Paris Saint-Germain para reemplazar a Stéphane Sessegnon. A Payet le interesaba el movimiento, pero no así al club. Después del cierre de la ventana de transferencias, un frustrado Payet faltó a los entrenamientos para forzar la transferencia, lo cual fue castigado llevándolo al equipo de reserva donde de igual manera anotó un tanto en la victoria 3-0 ante el Pau FC. Payet retornó al equipo en el siguiente encuentro ante el Lyon el 12 de febrero. Terminó la campaña como máximo anotador del conjunto verde con 13 goles y 5 asistencias.

### Lille O. S. C.
El 28 de junio de 2011, el entrenador de Saint-Étienne Christophe Galtier confirmó que Payet estaba en la órbita del campeón defensor Lille OSC después de que el mismo jugador lo había informado el día previo. Horas después el movimiento fue confirmado por ambos combinados. Payet acordó un contrato de cuatro años, mientras que la transferencia se fijó en 9 millones de euros con incentivos que serían incluidos después. Dimitri alegó que el movimiento le interesaba ya que era un paso importante para su carrera disputar la Liga de Campeones de la UEFA, además de entrar a un equipo que se adecuaba a su estilo de juego. Tras dos inoportunas lesiones, marcó su primer gol con la camiseta de les dogues el 15 de octubre, en una victoria por 1-3 frente al AS Nancy. Terminó la temporada con 6 goles y 6 asistencias, contribuyendo al tercer puesto del Lille en la Ligue 1 2011-12. Su segunda temporada fue mucho mejor, anotando el doble de goles y repartiendo el doble de asistencias (12), pero su equipo terminó 6.º en la Ligue 1 2012-13.

### Olympique de Marsella
El 27 de junio de 2013 se incorporó al Olympique de Marsella. Comenzó la temporada con fuerza, marcando 3 goles en las 2 primeras jornadas de la Ligue 1 2013-14, pero al igual que había sucedido la temporada anterior, su equipo no logró clasificarse para ninguna competición europea. Tras vivir un primer curso complicado como Olympien; Payet brilló y fue el mejor asistente de la Ligue 1 2014-15, con un total de 15 pases decisivos en 33 partidos, ayudando a su equipo a obtener la 4.ª posición.

### West Ham United

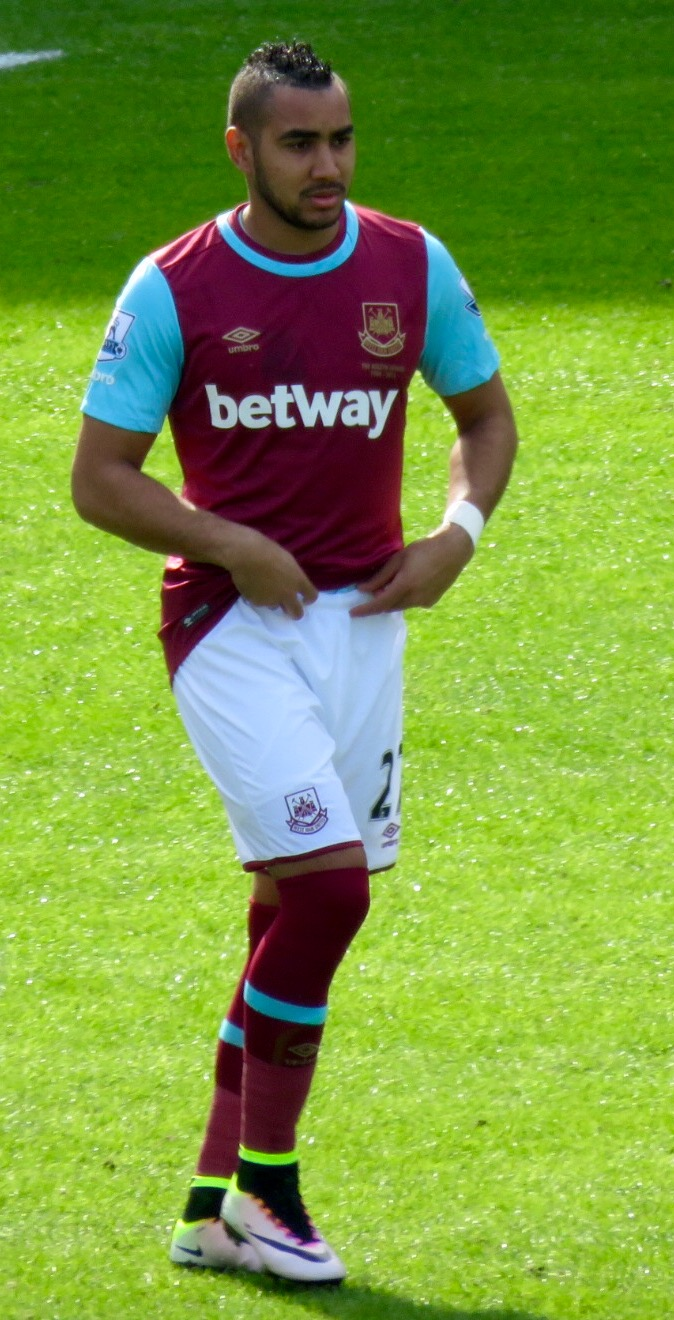
Payet con el West Ham United en 2016.

El 27 de junio de 2015 fue anunciado como nuevo jugador del West Ham United para los 4 próximos años en un traspaso valorado en 15 millones de euros. En su primera temporada como hammer, mostró un buen rendimiento, marcando 12 goles en todas las competiciones (destacando especialmente por sus lanzamientos de falta) y quedando 17.º en la clasificación del Balón de Oro a los mejores futbolistas del año 2016.

### Olympique de Marsella
El 29 de enero de 2017 el Olympique de Marsella anunció su regreso al Stade Vélodrome a cambio de 30 millones de euros.
En 2018, el Marsella consigue llegar a la final de una Copa de Europa por primera vez desde 2004, en Liga Europa contra el Atlético de Madrid. Payet se lesiona a pocos días de la final y Rudi García decide prescindir de él para el partido. Finalmente establecido, Payet sufre su lesión y debe abandonar rápidamente el campo en el primer tiempo.
El 21 de julio de 2023, el presidente Pablo Longoria y Dimitri Payet anunciaron durante una conferencia de prensa la salida del jugador del Olympique de Marsella, luego de nueve temporadas con los colores de los olímpicos.

### Vasco da Gama
El 12 de agosto del 2023, se convirtió en refuerzo del Vasco da Gama, luego de quedar libre del Olympique de Marsella. Payet debutó el 3 de septiembre, en el empate 1-1 ante el Bahia, en Fonte Nova, por la 22ª jornada del Campeonato Brasileño. Su primer gol llegó en la jornada 27, cuando el Vasco venció al Fortaleza por una victoria sencilla (se convirtió en el primer francés en marcar un gol en el Campeonato Brasileño).
En su primera temporada con el Vasco, el francés solía entrar en la segunda mitad de los partidos junto a Ramón Díaz y fue importante en las victorias ante Fortaleza y América-MG, que fueron decisivas para la permanencia en la Serie A. De los 17 partidos de la Serie A que disputó en 2023, Payet fue titular en solo seis.
Las expectativas para el francés han aumentado en 2024, ya que tendrá que completar una pretemporada completa. En Punta del Este, Payet se presentó ocho kilos más ligero y en perfecta forma física. El francés tuvo un gran Campeonato Carioca, con seis goles en diez partidos, pero tuvo una semifinal decepcionante contra Nova Iguaçu, al igual que todo el equipo. En la segunda mitad del año, fue titular en sólo 16 partidos de las 38 jornadas del Brasileirão y tuvo pocas actuaciones destacables.
El Vasco anunció el 9 de junio de 2025 que había llegado a un acuerdo amistoso para rescindir el contrato con Dimitri Payet. Este jugó 77 partidos con el club carioca, anotando ocho goles y dando 16 asistencias.

## Selección nacional
Payet es exjugador de la selección de Francia sub-21. Hizo su debut en la categoría en febrero de 2007 en un partido amistoso contra Suiza, y asistió a Jérémy Ménez. En el siguiente partido contra Dinamarca, anotó un doblete.
Payet fue convocado para la selección absoluta por primera vez por Laurent Blanc para la Clasificación para la Eurocopa 2012 contra Rumania y Luxemburgo. Hizo su debut el 9 de octubre de 2010 entrando como substituto de Karim Benzema en el minuto 86' y asistió a Yoann Gourcuff para hacer el 2-0 ante Rumania. Tres días después, disputa los últimos treinta minutos contra Luxemburgo y nuevamente asiste a Gourcuff.

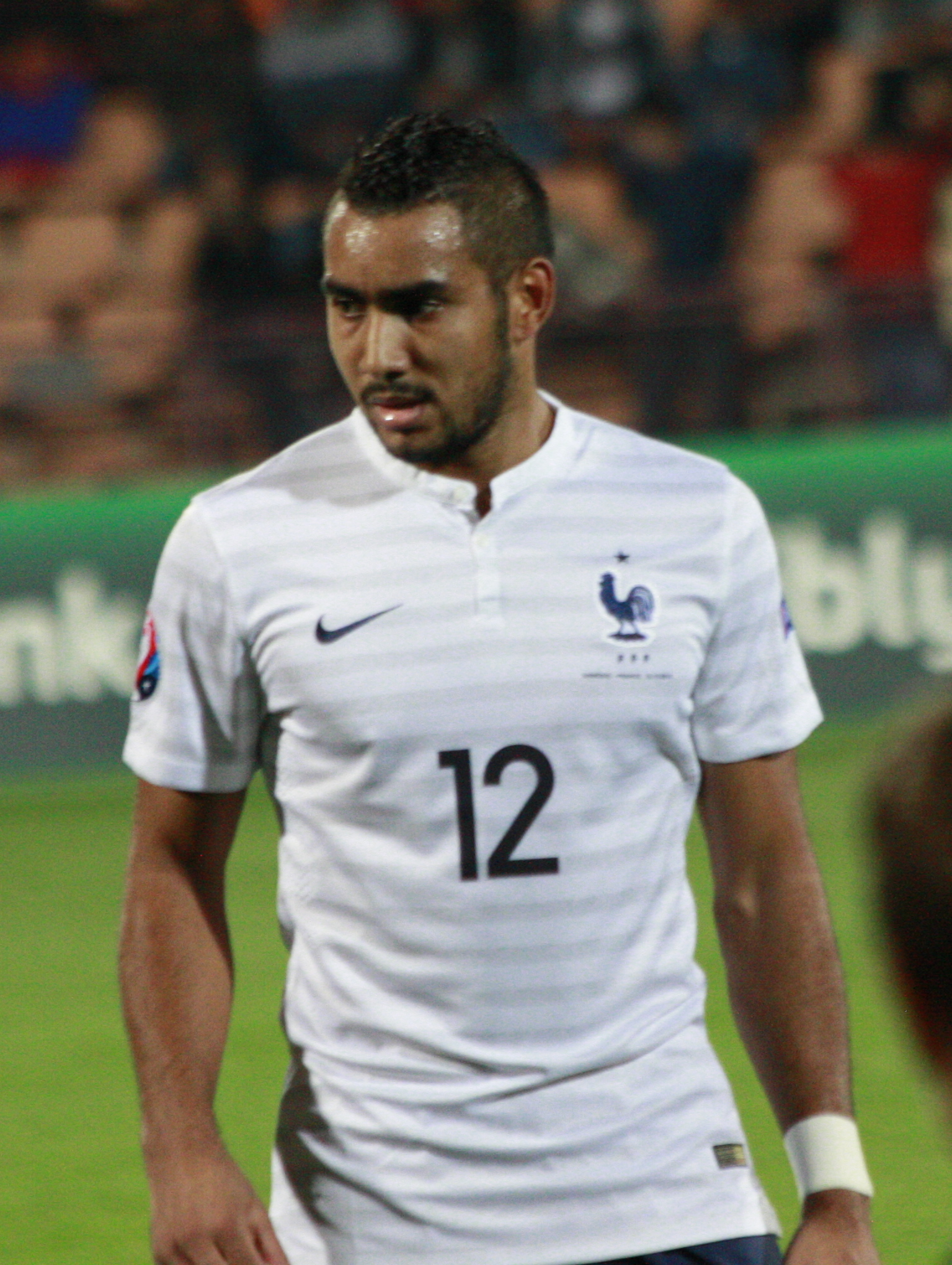
Payet con la en 2014.

Payet marcó su primer gol el 7 de junio de 2015, entrando por Mathieu Valbuena en el minuto 73', para anotar dieciséis minutos luego el tercer gol en la derrota 3-4 ante Bélgica. Seis días después, Payet fue sustituido en el descanso en la derrota como visitante ante Albania. Habiendo estado ausente de las convocatorias francesas, fue vuelto a llamar en marzo de 2016 en los partidos de preparación ante Países Bajos y Rusia.
Posteriormente, Didier Deschamps incluyó a Payet en su selección de 23 jugadores para disputar la Eurocopa 2016. Payet, con 3 goles, fue pieza importante en el éxito del conjunto francés, que llegó hasta la final del torneo en el cual era anfitrión. Sin embargo, Payet tuvo una actuación para el olvido en esa final, ya que primero lesionó a Cristiano Ronaldo, posteriormente fue sustituido y Francia acabaría perdiendo el título en la prórroga.

### Participación Eliminatorias a Eurocopa
| Eliminatorias               | Resultado | Partidos | Goles |
| --------------------------- | --------- | -------- | ----- |
| Clasificación Eurocopa 2012 | 1.º lugar | 2        | 0     |

### Participación Eliminatorias al Mundial
| Eliminatorias              | Resultado | Partidos | Goles |
| -------------------------- | --------- | -------- | ----- |
| Clasificación Mundial 2014 | 2.º lugar | 1        | 0     |
| Clasificación Mundial 2018 | 1.º lugar | 8        | 2     |

### Participación en Eurocopas
| Eurocopa      | Sede    | Resultado  | Partidos | Goles | Asistencias |
| ------------- | ------- | ---------- | -------- | ----- | ----------- |
| Eurocopa 2016 | Francia | Subcampeón | 7        | 3     | 3           |

## Estadísticas

### Clubes
Actualizado al último partido disputado el 14 de mayo de 2023.
| Club                             | Div.          | Temporada     | Liga  | Liga  | Liga   | Copas nacionales | Copas nacionales | Copas nacionales | Copas internacionales | Copas internacionales | Copas internacionales | Total | Total | Total  |
| Club                             | Div.          | Temporada     | Part. | Goles | Asist. | Part.            | Goles            | Asist.           | Part.                 | Goles                 | Asist.                | Part. | Goles | Asist. |
| -------------------------------- | ------------- | ------------- | ----- | ----- | ------ | ---------------- | ---------------- | ---------------- | --------------------- | --------------------- | --------------------- | ----- | ----- | ------ |
| F. C. Nantes Francia             | 1.ª           | 2005-06       | 3     | 1     | –      | –                | –                | –                | –                     | –                     | –                     | 3     | 1     | 0      |
| F. C. Nantes Francia             | 1.ª           | 2006-07       | 30    | 4     | 3      | –                | –                | –                | –                     | –                     | –                     | 30    | 4     | 3      |
| F. C. Nantes Francia             | Total club    | Total club    | 33    | 5     | 3      | 0                | 0                | 0                | 0                     | 0                     | 0                     | 33    | 5     | 3      |
| A. S. Saint-Étienne Francia      | 1.ª           | 2007-08       | 31    | –     | 6      | –                | –                | –                | –                     | –                     | –                     | 31    | –     | 6      |
| A. S. Saint-Étienne Francia      | 1.ª           | 2008-09       | 30    | 4     | 8      | 2                | –                | –                | 10                    | 3                     | 5                     | 42    | 7     | 13     |
| A. S. Saint-Étienne Francia      | 1.ª           | 2009-10       | 35    | 2     | 6      | 6                | 3                | 2                | –                     | –                     | –                     | 41    | 5     | 8      |
| A. S. Saint-Étienne Francia      | 1.ª           | 2010-11       | 33    | 13    | 6      | 1                | –                | –                | –                     | –                     | –                     | 34    | 13    | 6      |
| A. S. Saint-Étienne Francia      | Total club    | Total club    | 129   | 19    | 26     | 9                | 3                | 2                | 10                    | 3                     | 5                     | 148   | 25    | 33     |
| Lille O. S. C. Francia           | 1.ª           | 2011-12       | 33    | 6     | 8      | 6                | –                | –                | 4                     | –                     | –                     | 43    | 6     | 8      |
| Lille O. S. C. Francia           | 1.ª           | 2012-13       | 38    | 12    | 18     | 6                | 1                | 3                | 8                     | –                     | 1                     | 52    | 13    | 22     |
| Lille O. S. C. Francia           | Total club    | Total club    | 71    | 18    | 26     | 12               | 1                | 3                | 12                    | 0                     | 1                     | 95    | 19    | 30     |
| Olympique de Marsella Francia    | 1.ª           | 2013-14       | 36    | 8     | 6      | 4                | –                | 1                | 5                     | –                     | 1                     | 45    | 8     | 8      |
| Olympique de Marsella Francia    | 1.ª           | 2014-15       | 36    | 7     | 21     | 2                | –                | –                | –                     | –                     | –                     | 38    | 7     | 21     |
| West Ham United F. C. Inglaterra | 1.ª           | 2015-16       | 30    | 9     | 12     | 13               | 6                | 4                | 1                     | –                     | 1                     | 45    | 15    | 17     |
| West Ham United F. C. Inglaterra | 1.ª           | 2016-17       | 18    | 2     | 7      | 3                | 1                | 1                | –                     | –                     | –                     | 21    | 3     | 8      |
| West Ham United F. C. Inglaterra | Total club    | Total club    | 48    | 11    | 19     | 16               | 7                | 5                | 1                     | 0                     | 1                     | 66    | 18    | 25     |
| Olympique de Marsella Francia    | 1.ª           | 2016-17       | 15    | 4     | 3      | 2                | 1                | 0                | 0                     | 0                     | 0                     | 17    | 5     | 3      |
| Olympique de Marsella Francia    | 1.ª           | 2017-18       | 31    | 6     | 14     | 2                | 1                | 2                | 14                    | 3                     | 8                     | 47    | 10    | 24     |
| Olympique de Marsella Francia    | 1.ª           | 2018-19       | 31    | 4     | 7      | 2                | 0                | 0                | 5                     | 2                     | 1                     | 38    | 6     | 8      |
| Olympique de Marsella Francia    | 1.ª           | 2019-20       | 22    | 9     | 4      | 5                | 3                | 2                | 0                     | 0                     | 0                     | 27    | 14    | 6      |
| Olympique de Marsella Francia    | 1.ª           | 2020-21       | 33    | 7     | 10     | 2                | 1                | 0                | 6                     | 2                     | 0                     | 41    | 14    | 10     |
| Olympique de Marsella Francia    | 1.ª           | 2021-22       | 31    | 12    | 10     | 4                | 0                | 0                | 11                    | 4                     | 3                     | 46    | 16    | 13     |
| Olympique de Marsella Francia    | 1.ª           | 2022-23       | 24    | 4     | 3      | 1                | 0                | 0                | 2                     | 0                     | 0                     | 27    | 4     | 3      |
| Olympique de Marsella Francia    | Total club    | Total club    | 259   | 61    | 78     | 24               | 6                | 5                | 43                    | 11                    | 13                    | 326   | 78    | 96     |
| Total carrera                    | Total carrera | Total carrera | 540   | 114   | 152    | 62               | 17               | 15               | 66                    | 14                    | 20                    | 674   | 145   | 187    |